# Guillaume Budé

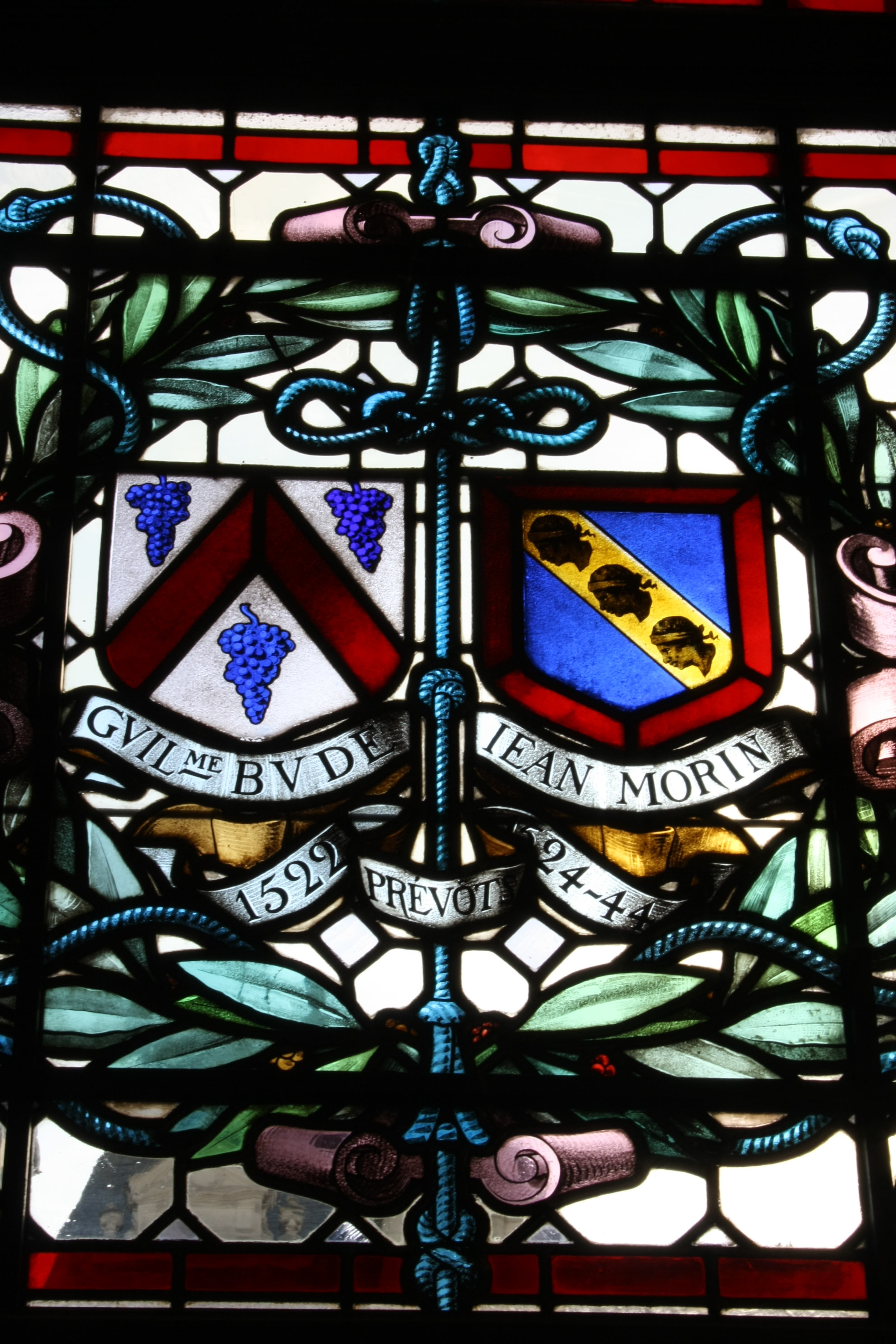
Stemma di Guillaume Budé

Guillaume Budé, in latino Guglielmus Budaeus, italianizzato in Guglielmo Budeo (Parigi, 26 gennaio 1468 – Parigi, 22 agosto 1540), è stato un umanista francese.

## Biografia
Nacque da un'importante famiglia di funzionari reali resi nobili da Carlo VI: il padre Jean era un consigliere reale e un letterato che aveva raccolto una imponente biblioteca; sua madre si chiamava Catherine le Picart.
Solo a 24 anni iniziò studi superiori: conclusi gli studi di diritto a Orléans, si mise d'impegno a studiare la lingua greca, la matematica con Jacques Lefèvre d'Étaples, storia, filosofia, teologia e medicina. Fu notaio, segretario del re Luigi XII e suo ambasciatore a Roma, mostrando una vasta erudizione che gli valse da Erasmo l'appellativo di prodigio di Francia. Fin dall'inizio del regno di Francesco I, che lo nominò maître des requêtes nel 1523, cercò di favorire presso la corte la causa delle belle lettere e della filologia, con la costituzione, nel 1530, del Collège de France, una scuola ove fossero insegnate le lingue dell'antichità, il latino, il greco antico e l'ebraico.
Pur occupandosi pressoché di ogni scienza, eccelse soprattutto nella conoscenza della lingua greca, allora quasi ignota in Francia e che Budé studiò sotto la guida del Lascaris. Fu su richiesta di Erasmo che intraprese la compilazione di note lessicografiche che rimasero a lungo l'opera di riferimento per gli studiosi di greco in Francia.  Maître de la Librairie du Roy, creò la biblioteca di Fontainebleau, primo nucleo della futura Bibliothèque Nationale di Parigi, e fu in rapporto con Tommaso Moro, Pietro Bembo, Étienne Dolet, Rabelais e, naturalmente, con Erasmo.
Assieme a Éguiner Baron, Andrea Alciato, François Connan e altri, Budé fu tra i fondatori della giurisprudenza umanista in Francia.
Guillaume Budé aveva sposato nel 1503 Roberte Le Lyeur - che, una volta rimasta vedova, si stabilì a Ginevra, convertendosi al calvinismo - dalla quale ebbe undici figli; di essi, il primogenito Dreux Budé rimase in Francia e divenne un importante funzionario reale; Louis fu professore di lingue orientali a Ginevra, mentre Jean (1515-1587) divenne membro del Consiglio di Ginevra e curò la stampa di alcuni scritti di Calvino.
Esiste in Francia l'Associazione Guillaume Budé, che ha per suo scopo la diffusione delle scienze umanistiche e pubblica opere in lingua latina e greca, con traduzione francese a fronte, chiamate appunto le «Budés».

## Opere

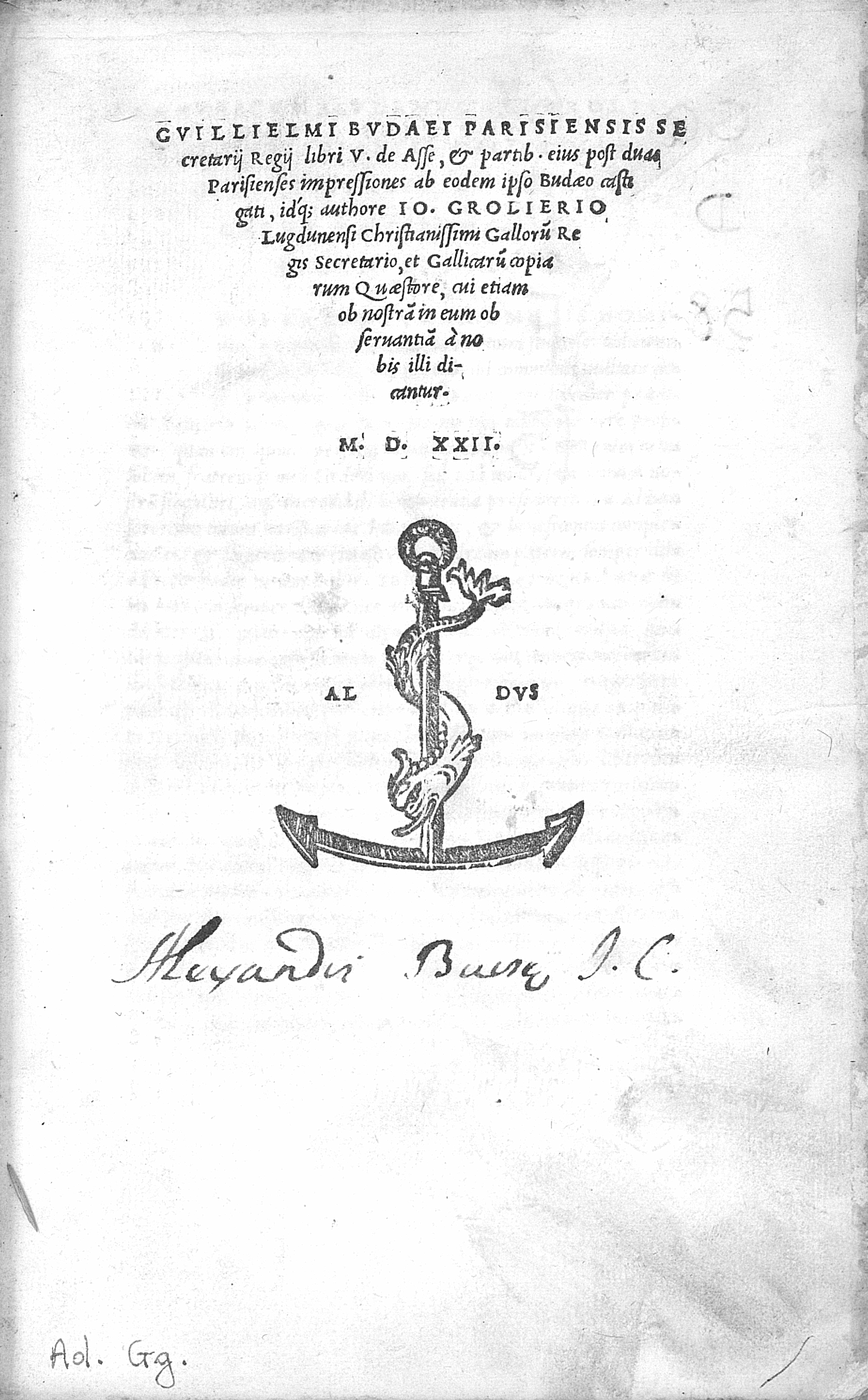
Libri V de Asse et partibus ejus, 1522.

- Traduzione in latino di diversi trattati di Plutarco, dal 1502 al 1505
- Annotationes in XXIV libros Pandectarum, Paris, 1508
  - Annotationes in quattuor et viginti pendectarum libros. Paris, Josse Bade, 1532
  - (LA) Annotationes in XXIV Pandectarum libros, Lyon, Sébastien Gryphius, 1541.
  - (LA) Annotationes in XXIV Pandectarum libros, Lyon, Sébastien Gryphius, 1546.
- De contemptu rerum fortuitarum libri tres, Paris, 1520
- Epistolae, in 8vo, 1520
- (LA) Libri V de Asse et partibus ejus, Venezia, Aldo Manuzio, eredi & Andrea Torresano, 1522.
- Summaire ou Epitome du livre de Asse, Paris, 1522
- De studio litterarum recte et commode instituendo, Paris, 1527
- Commentarii linquae graecae, Paris, 1529
  - Commentarii Linguae Græcae, Gulielmo Budaeo, consiliario Regio, supplicumque libellorum in Regia magistro, auctore. Ab eodem accuratè recogniti, atque amplius tertia parte aucti. Ex officina Roberti Stephani typographi Regii, Parisiis, 1548
- De philologia, Paris, 1530
- Libellorumque magistri in praetorio, altera aeditio annotationum in pandectas, Paris, Josse Bade, 1532
- De Studio Literarum Recte Et Commode Instituendo. Item Eiusdem G. Budaei De Philologia Lib. II. Basileae, apud Ioan. Walderum, martio 1533
- De transitu Hellenismi ad Christianismum libri tres, Paris, Robert Estienne, 1534
- De l'institution du prince, in-folio, 1547
- Opera omnia, 4 vol. in-folio, Basilea, 1557